# Hôtel Mendoza
L'hôtel particulier Mendoza est un édifice situé entre l'avenue Santa María et la rue Arzobispo Malvar, à l'extrémité ouest de la vieille ville de Pontevedra (Galice, Espagne). Il est actuellement le siège de l'Office du tourisme des Rias Bajas,,.

## Histoire
Le château médiéval des Churruchaos (ou archevêques de Saint-Jacques-de-Compostelle) et les tours de l'archevêque, dont le centre d'interprétation (CITA) est situé à proximité, se dressaient autrefois sur le site du manoir. En 1877, Soledad Méndez Núñez, sœur du célèbre marin Casto Méndez Núñez, a acheté le terrain et a chargé l'architecte Alejandro Rodríguez Sesmero de la construction de l'hôtel particulier. Il est également l'auteur des imposants bâtiments du XIXe siècle du Conseil provincial de Pontevedra et de l'hôtel de ville de Pontevedra. Cet architecte était chargé de planifier les bâtiments nobles de Pontevedra, une fois la muraille médiévale de la ville démolie. L'hôtel particulier a été construit entre 1878 et 1880.
Cet hôtel particulier a été le premier bâtiment de la ville à disposer d'une alimentation en eau courante. L'architecte Sesmero était chargé de planifier l'approvisionnement en eau courante de Pontevedra et de ses places. Plusieurs fontaines du  XIXe siècle y ont été installées, dont l'une tout près de l'hôtel particulier. Ses premiers habitants ont été sa propriétaire, Soledad Méndez Núñez, sa sœur, Maria del Carmen Clara Méndez Núñez, son mari, José Babiano Rodríguez, et la fille du couple, qui allait devenir la remarquable peintre Carmen Babiano Méndez-Núñez. La maison a finalement été transmise à  Maria et Concepcion Mendoza Babiano, filles de Carmen Babiano Mendez-Nunez, impliquées dans la culture de la ville et qui ont été les dernières à occuper le petit palais en 1971. Pendant leur séjour, le palais est devenu un lieu de rencontre pour les personnalités importantes de l'époque.
L'édifice a subi une certaine négligence jusqu'aux années 1980, lorsqu'il a accueilli en 1981 l'un des principaux lieux de tournage de la série télévisée Los gozos y las sombras de la Radiotelevisión Española. Il était la maison de Doña Mariana (Amparo Rivelles). L'hôtel des Mendoza est facilement reconnaissable dans la série comme étant la maison de Doña Mariana, bien que seulement à l'extérieur, puisque les scènes d'intérieur ont été tournées dans un autre petit palais à Madrid, près de la rue d'Alcalá.
Il a ensuite été racheté dans les années 90 par une entité bancaire, Caja Madrid, jusqu'à ce que le Conseil provincial de Pontevedra l'achète pour en faire le siège de Tourisme Rias Baixas, inauguré pour cette fonction le 28 juillet 2004.
En 2015, un artiste de Lugo a transformé le tronc et les branches du vieil if mort des jardins de l'hôtel Mendoza en une sculpture vivante en plaçant quelques baies de 40 kilos et de 1,10 mètre de haut comme éléments artistiques sur le squelette ligneux de l'if, avec lesquelles l'artiste voulait que le vieil arbre porte des fruits comme jamais auparavant.

## Description
L'édifice appartient au style éclectique qui prévalait à la fin du  XIXe siècle, avec des éléments et des concepts inspirés de l'architecture française. Il se compose d'un demi sous-sol, d'un rez-de-chaussée et d'un premier étage. Au rez-de-chaussée, il y a une porte principale et quatre fenêtres aux murs et à l'étage supérieur, cinq portes de balcon. La partie supérieure des fenêtres et des portes est décorée de motifs ornementaux. Le sommet du petit palais est surmonté d'une corniche à motifs circulaires.
Sur la façade, les fenêtres sont entourées de clôtures néoclassiques, avec des linteaux se terminant par des frontons triangulaires au deuxième étage et un arc circulaire au premier. La caisse d'épargne Caja Madrid, propriétaire du bâtiment pendant quelques années, a rénové l'intérieur et les pièces du rez-de-chaussée, le salon de musique, la salle à manger, le salon de thé et l'escalier impérial en bois, faisant tout disparaître pour créer la cour centrale. Le bâtiment est isolé et est entouré de jardins qui mettent en valeur son architecture.

## Culture
Les fêtes quotidiennes des sœurs María et Concha Mendoza Babiano étaient suivies par les membres les plus distingués de la société de Pontevedra de l'époque et les visiteurs illustres qui venaient dans la ville ou arrivaient au port de Marín-Pontevedra. Pendant plusieurs décennies, les soeurs Mendoza ont compilé les recettes qu'elles demandaient à leurs invités, qu'elles collectaient lors de leurs voyages ou qu'elles recevaient de leurs amis. Elles ont ainsi fini par créer un recueil de recettes privé précieux et sans précédent pour leurs fêtes, avec des plats du monde entier. Ces recettes ont été publiées fin 2021 dans un livre intitulé Las 1001 recetas del palacete de las Mendoza,,.

## Galerie d'images

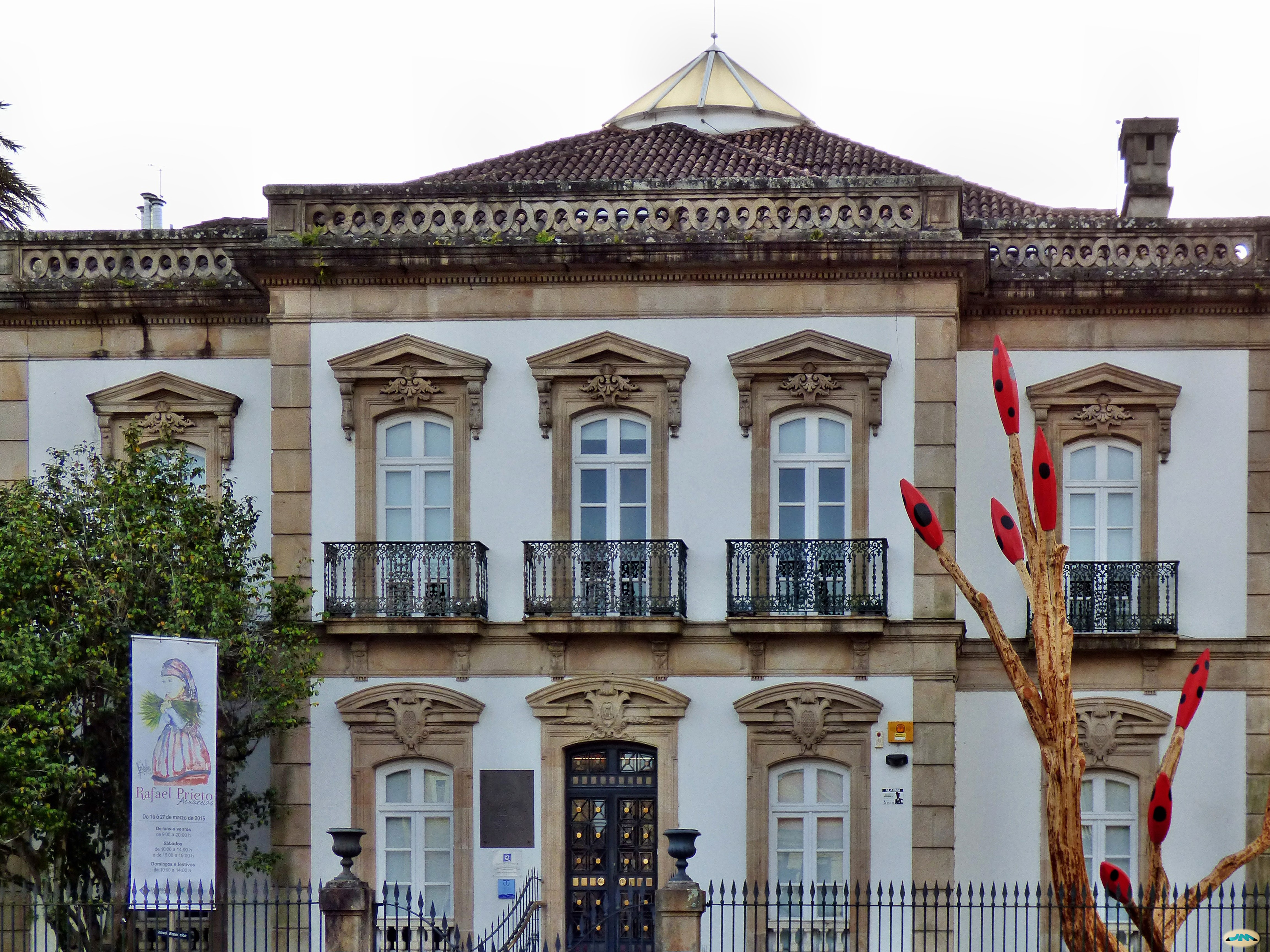
Façade
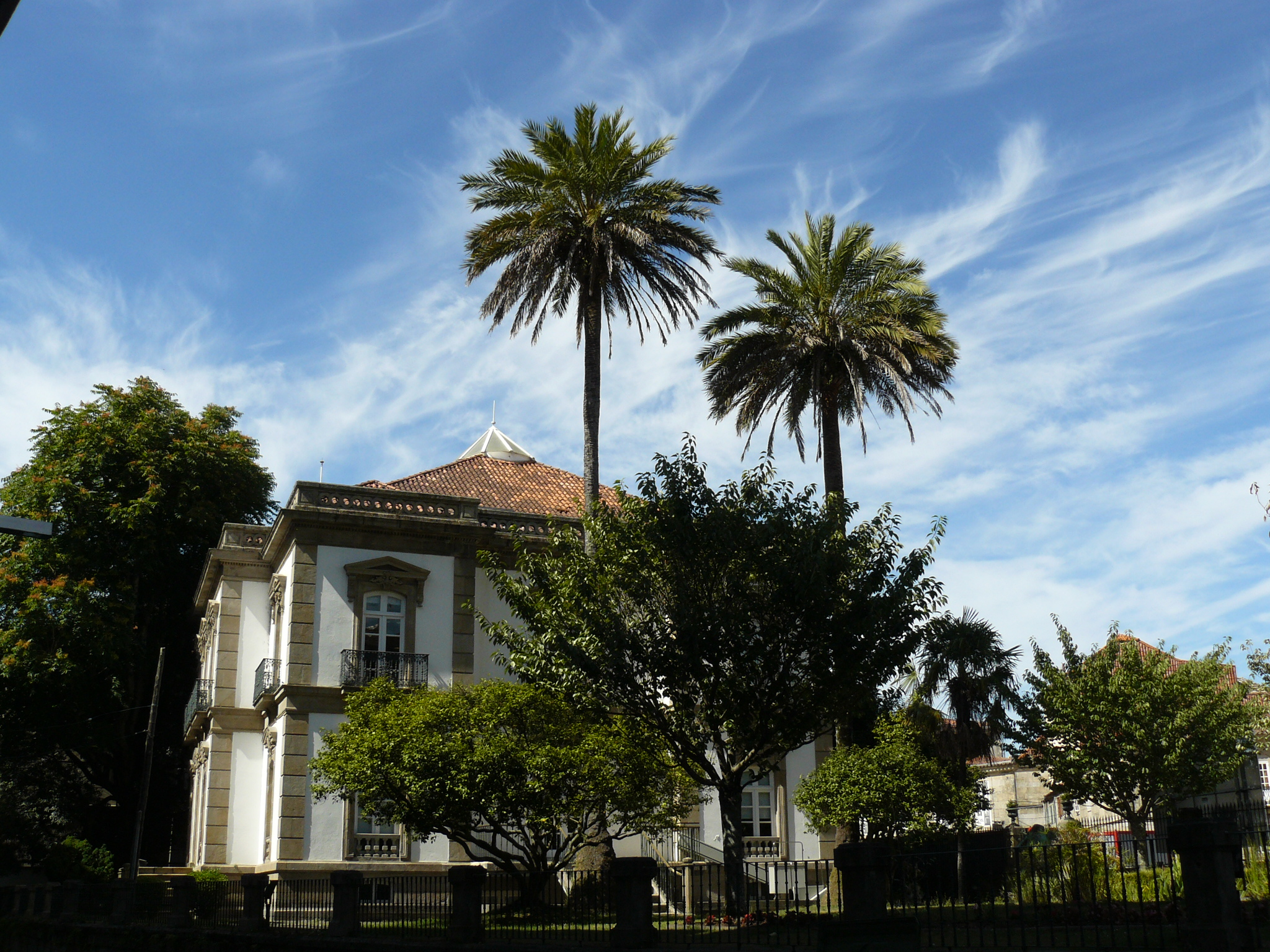
L'hôtel particulier entouré de jardins.
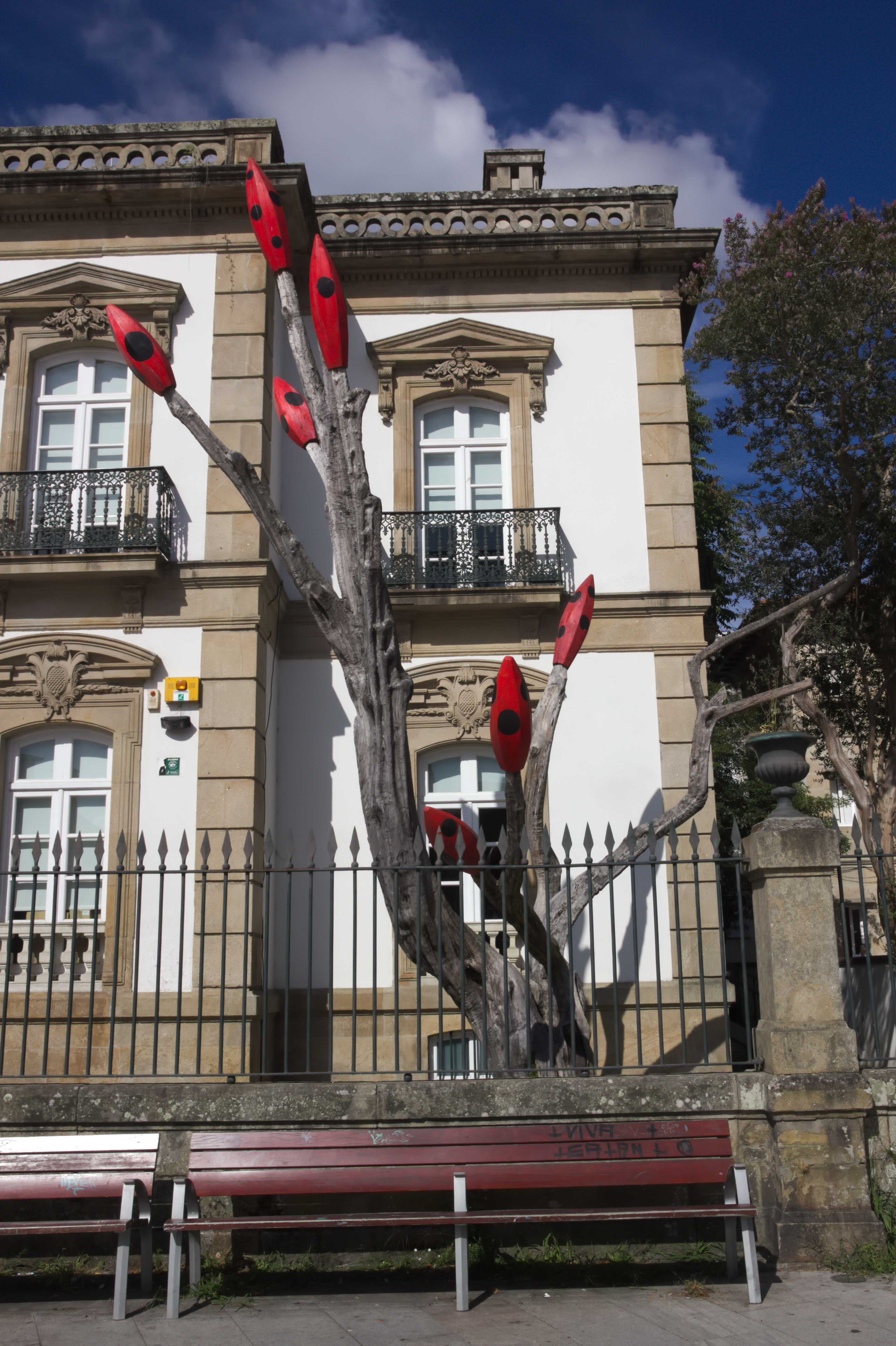
If mort décoré
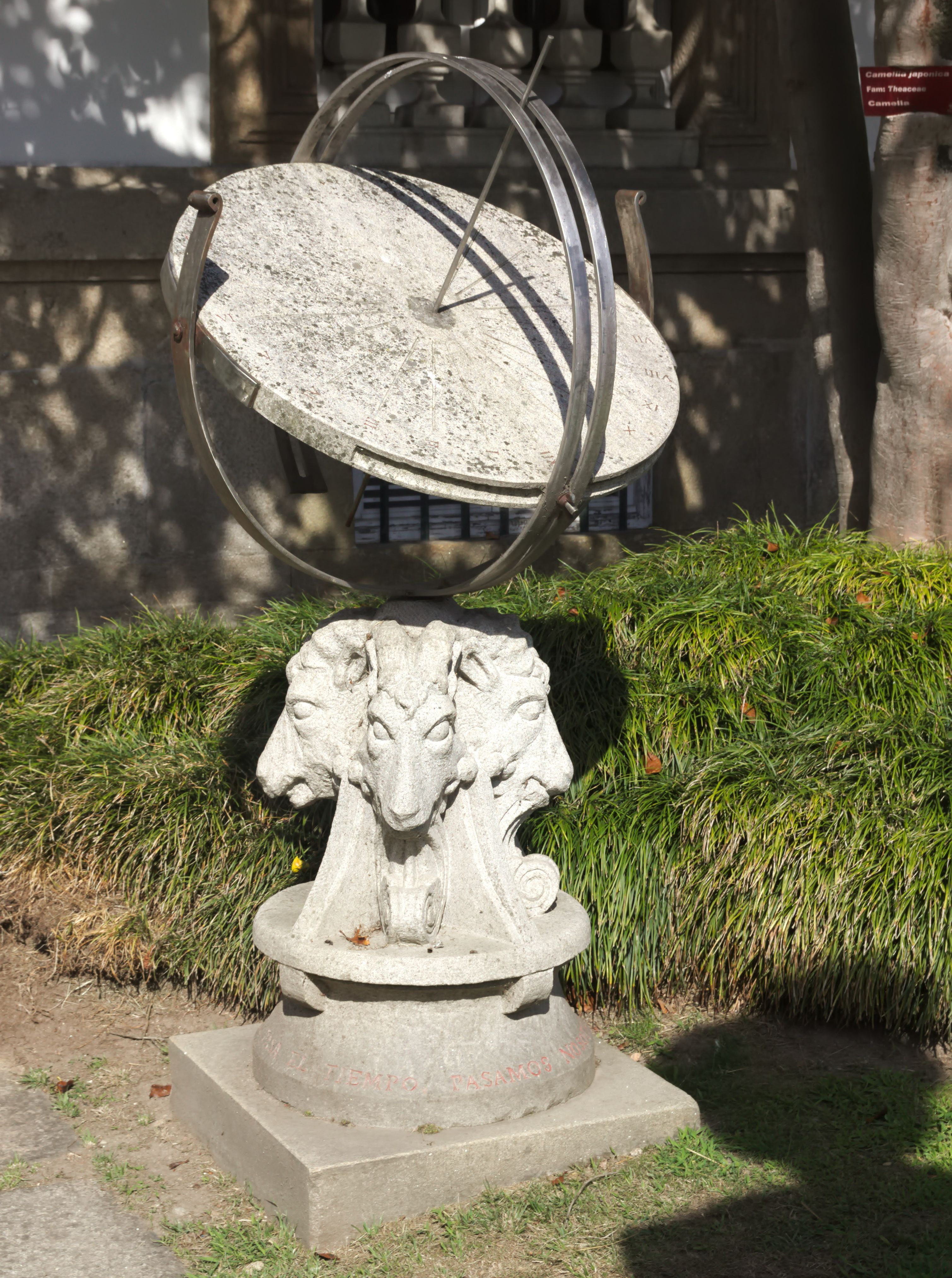
Cadran solaire au jardin
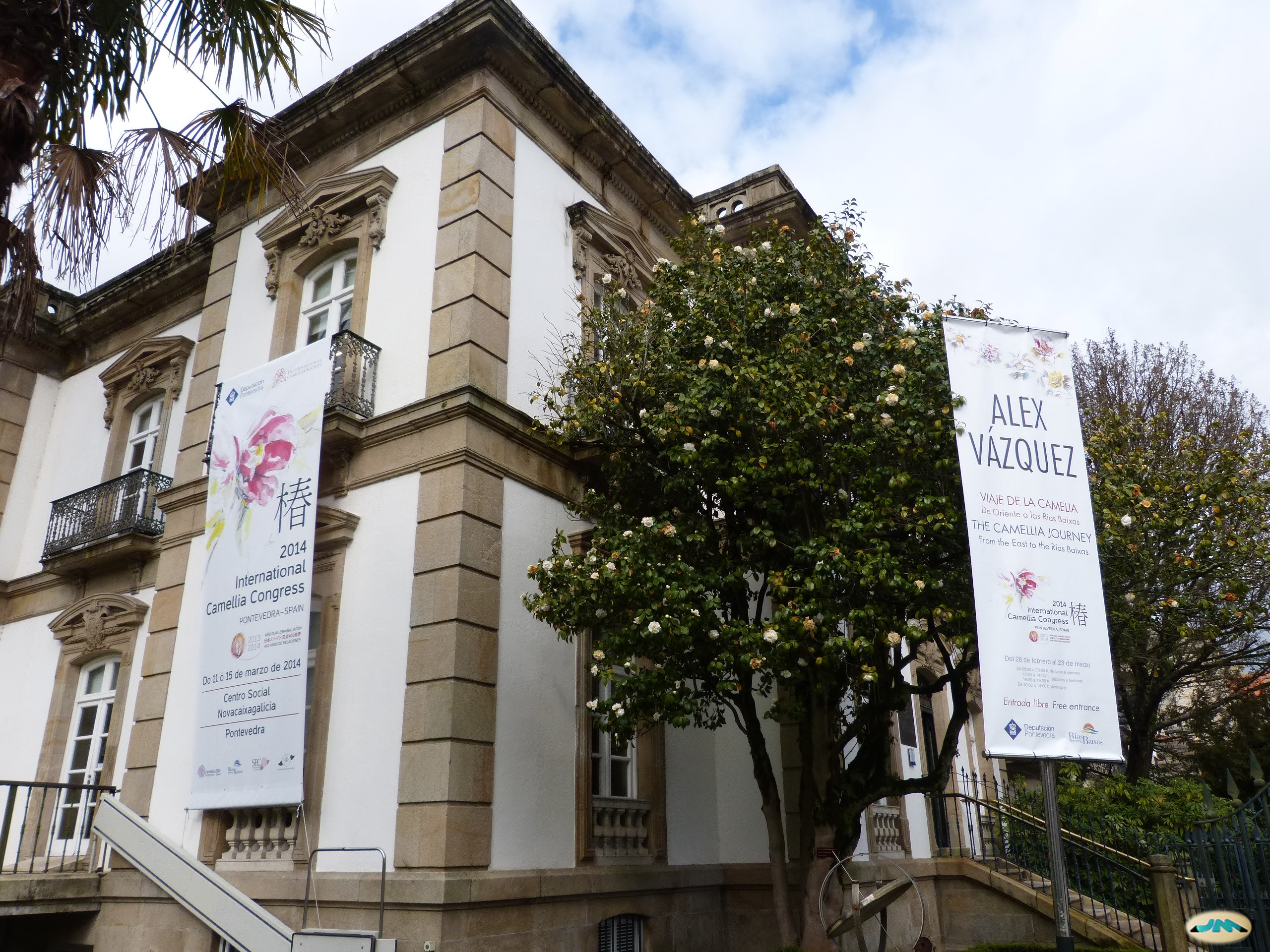
Congrès du camélia en 2014
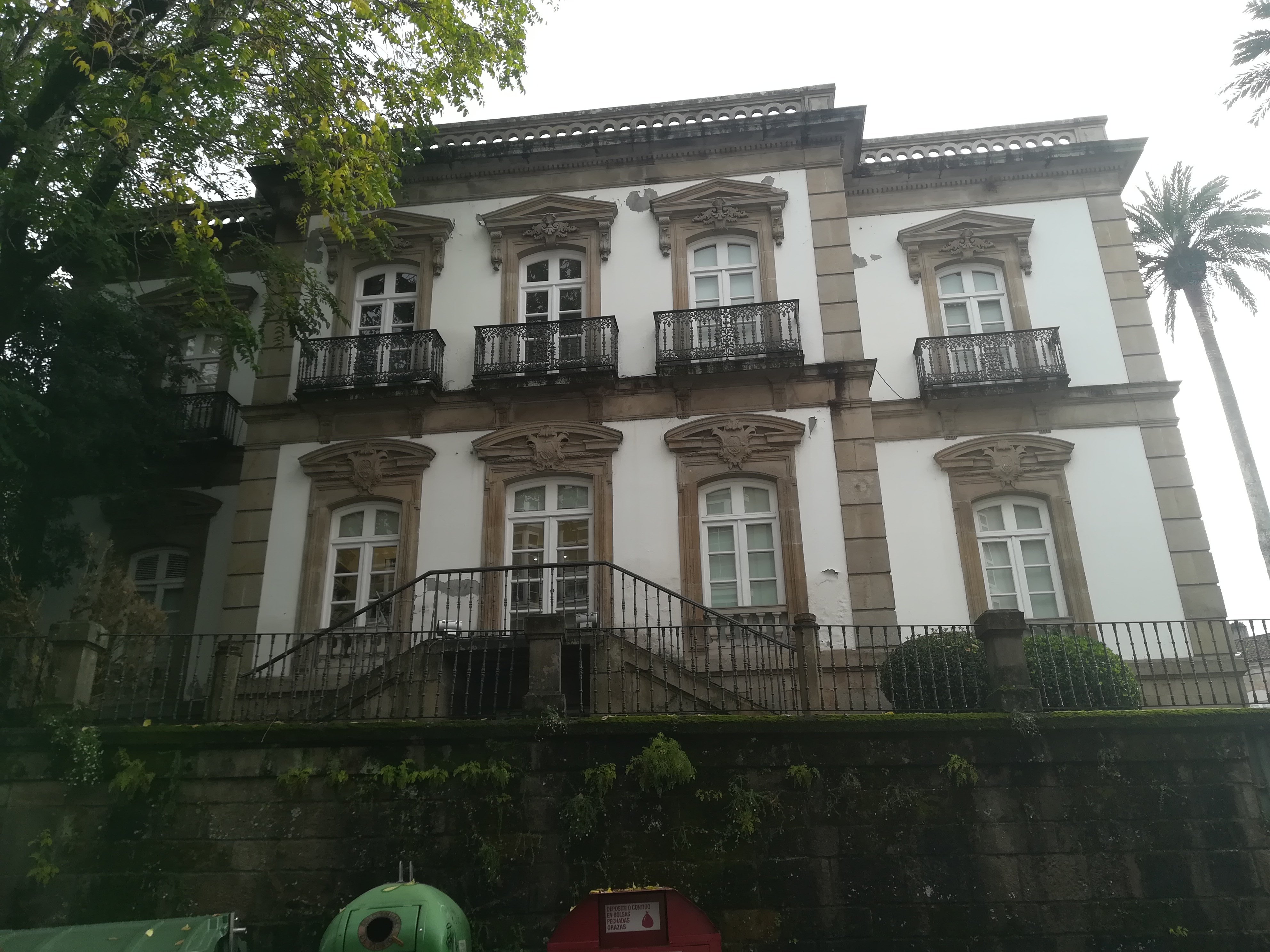
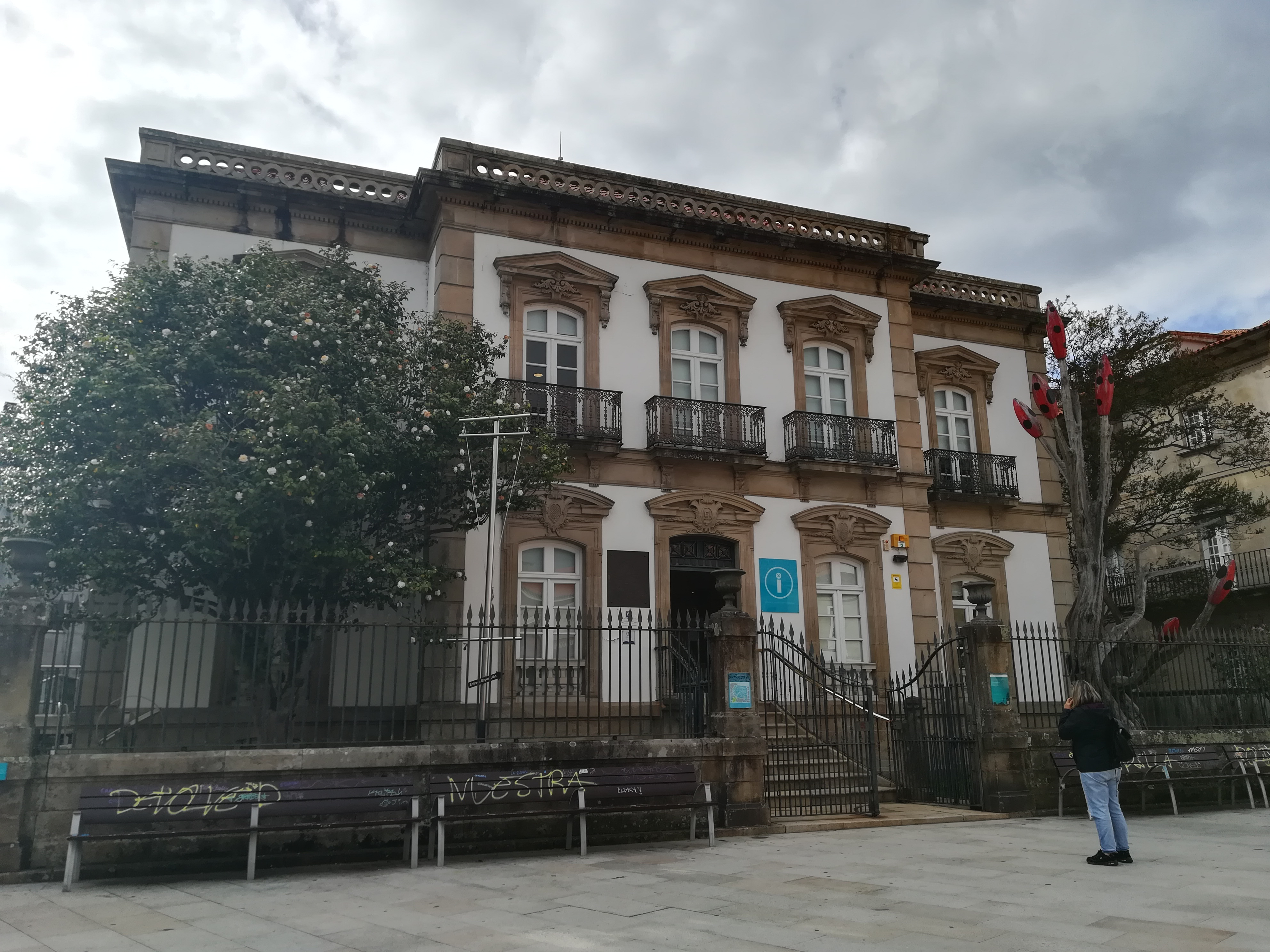
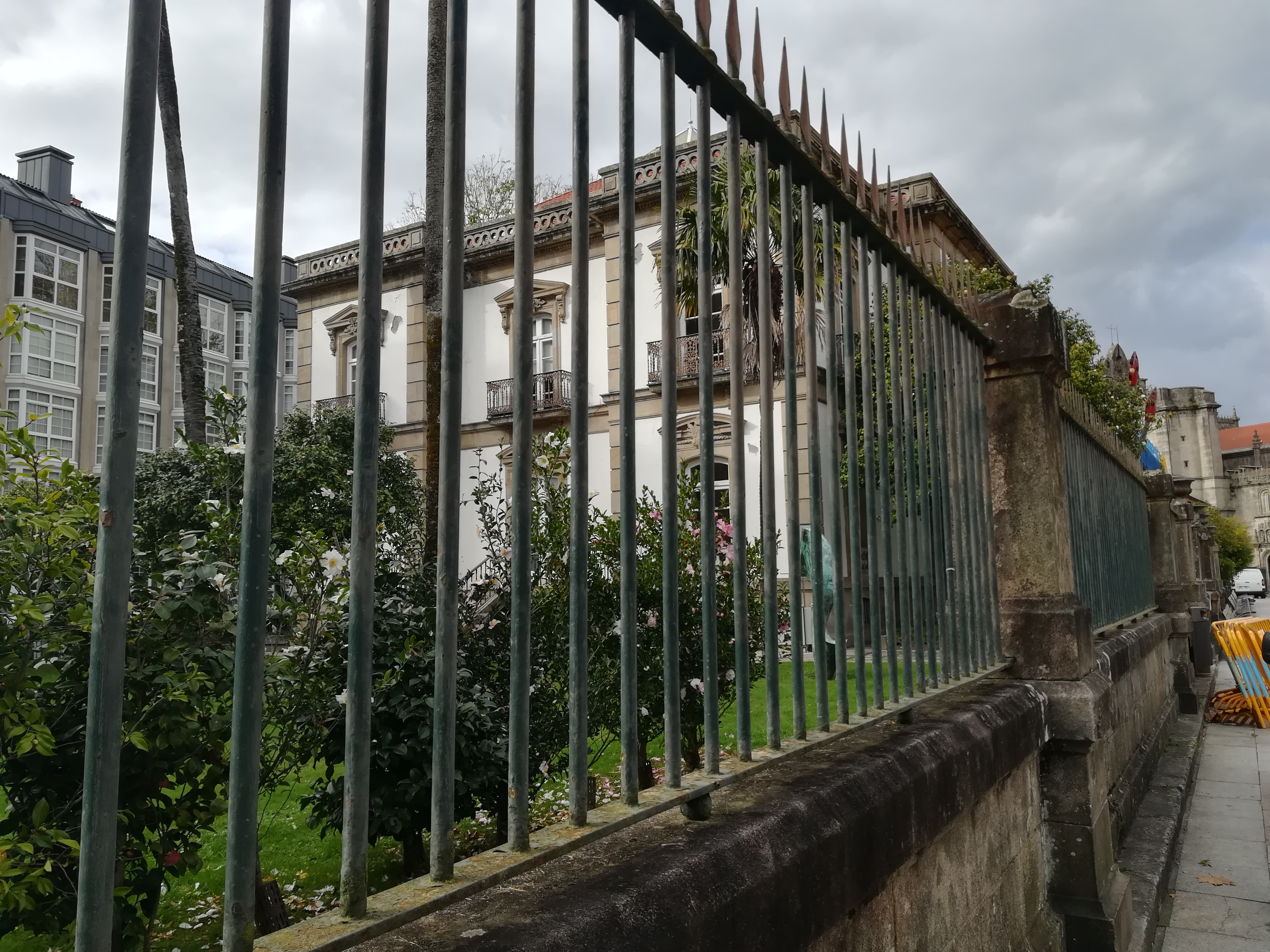
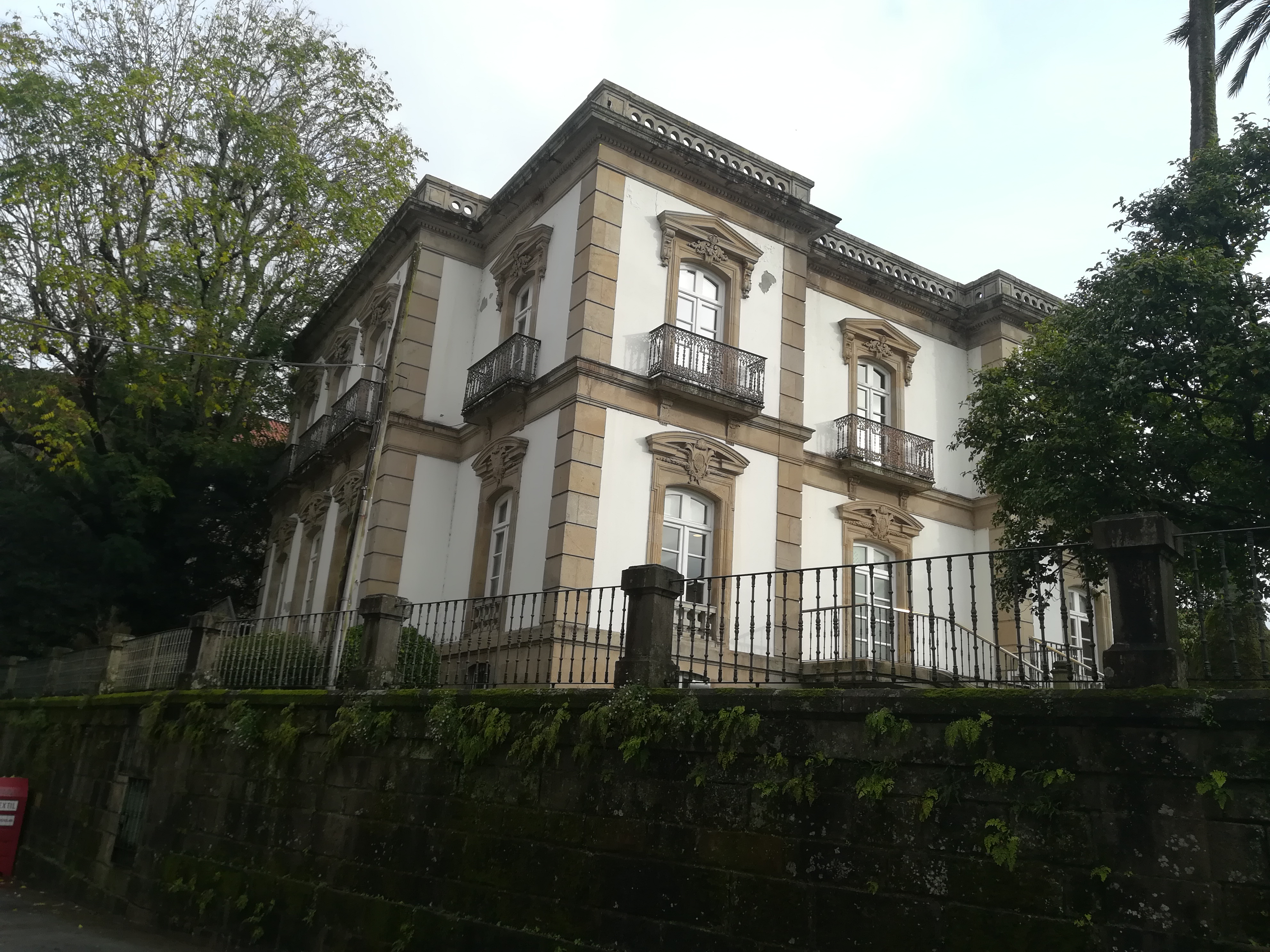
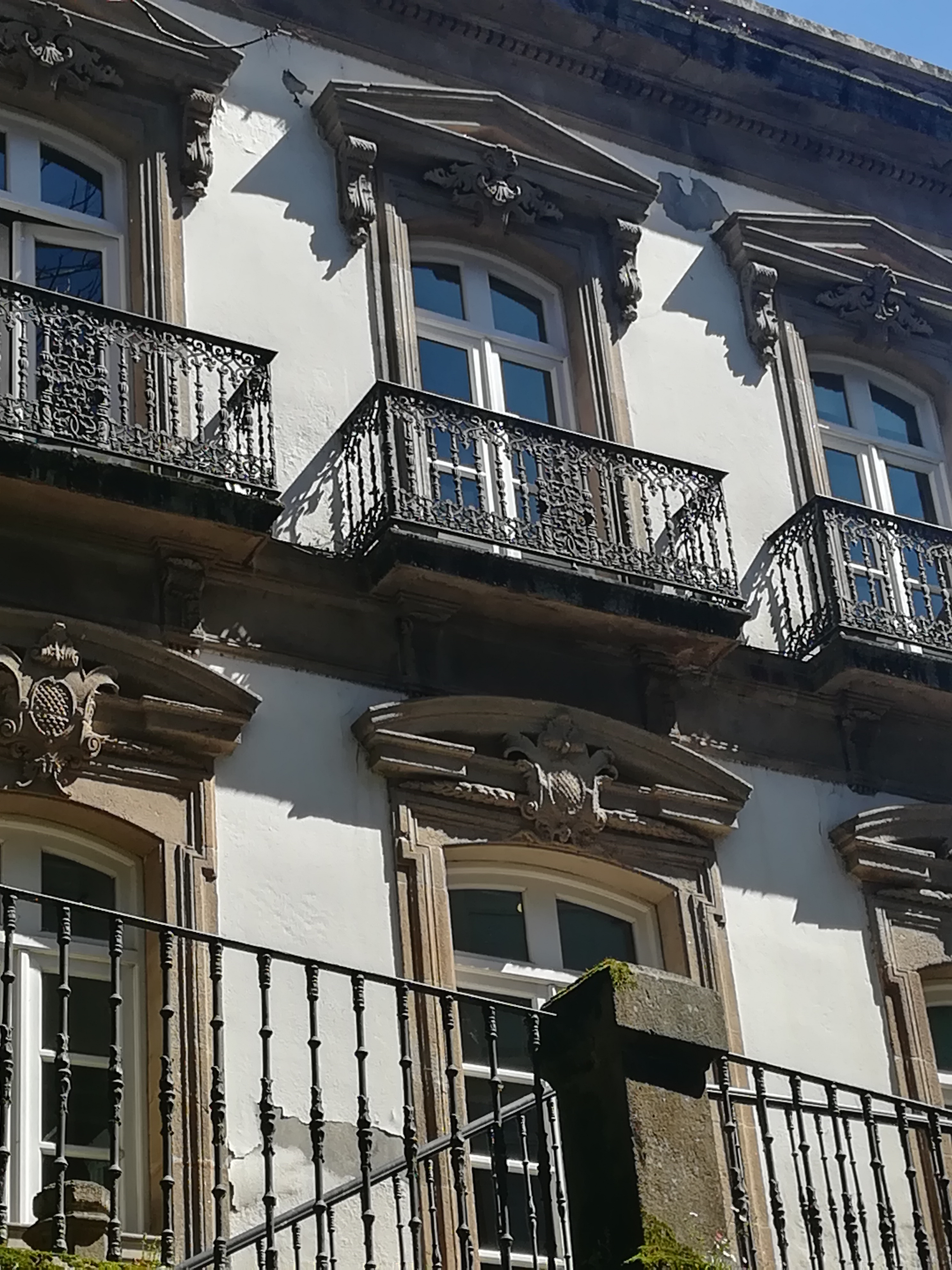